# Vallée de l'Inn
Pour l’article homonyme, voir Vallée de l'Inn (unité spatiale).
Ne doit pas être confondu avec Innerthal.
La vallée de l'Inn, ou Inntal, anciennement Innthal, est une vallée qui traverse les Alpes orientales du sud-ouest au nord-est et est traversée par l'Inn.

## Géographie
La vallée est divisée en :
- Oberengadin (de) et Unterengadin (de) dans le canton des Grisons ;
- Oberinntal (de) et Unterinntal au Tyrol ;
- vallée bavaroise de l'Inn qui se fond dans les contreforts des Alpes près de Rosenheim ;
- Unterer Inn (de) dont Inntal (Raumeinheit).

La vallée de l'Inn est une vallée glaciaire typique avec des flancs escarpés, des accotements élevés et des terrasses alluviales correspondant au glacier de l'Inn.

## Histoire

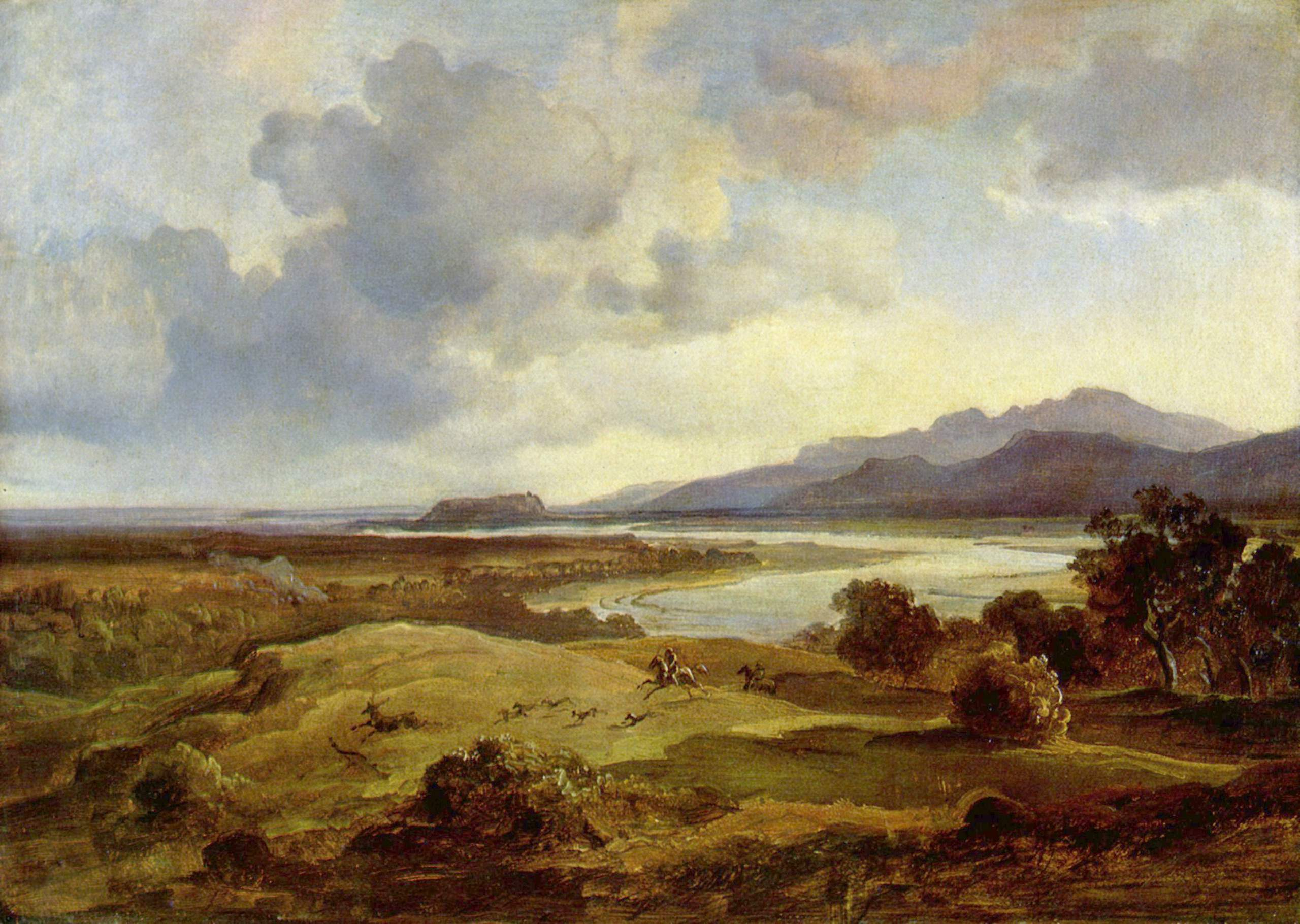
Vallée de l'Inn près de Neubeuern par Carl Anton Joseph Rottmann (1823).

À la fin du XVIIIe siècle, Johann Georg von Dillis découvre la vallée de l'Inn et y voit une région idéale pour les peintres paysagistes. Tout au long du XIXe siècle, environ 250 artistes dits « peintres de l'Inntal » visitent la région située entre Rosenheim et Kufstein où ils trouvent une variété de décors.
La vallée était une région avant 1853. Elle était partagée en deux cercles :
- le Bas-Innthal au nord-est, limitrophe de la Bavière au nord et de l'archiduché d'Autriche à l'est dont le chef-lieu était Innsbruck ;
- le Haut-Innthal au nord, entre la Bavière au nord, le Vorarlberg à l'ouest, les cercles de Botzen et du Pusterthal au sud et le Bas-Innthal à l'est dont le chef-lieu était Imst[2].

Les deux cercles ont ensuite été réunis en cercle de Innsbruck.